# José López Naranjo
José López Naranjo, kallad el Mulato och el Negro, född 1662 i Nuevo México, stupad i strid med Pawneeindianer i nuvarande Nebraska den 13 augusti 1720, var capitán mayor de guerra och chef för de puebloindianska indios auхiliares som stred på Spaniens sida under krigen mot apacherna och prärieindianerna. Han var av afro-indiansk börd (lobo de Yndio mulato) och son till Domingo Naranjo, en av  ledarna för Pueblorevolten 1680, och dennes hustru 
Ana López. Själv var han gift med Maria Catarina Lujan och paret hade åtminstone en son som levde till vuхen ålder.

## Pueblorevolten
José Naranjo blev tillfångatagen av spanjorerna under Pueblorevolten men han lyckades fly och ta sig tillbaka till de norra pueblorna. När den spanska återerövringen, under Don Diego de Vargas nådde dessa 1692 övergick han dock till den spanska sidan och slog sig ned i Santa Cruz de la Cañada, nära Santa Clara Pueblo, utanför Santa Fe. År 1696 fick han kännedom att hans bror, Lucas Naranjo, var ledare för ett nytt upprorsförsök. José informerade de spanska myndigheterna och medverkade sedan till att brodern dödades. Han tog sedan broderns huvud med sig till guvernör Vargas. 

## Fredsförhandlare
När José Naranjos lojalitet mot den spanska kronan hade bevisats fick han nya uppdrag i spansk tjänst. Han blev år 1700 alcalde för Zuñi och Acoma Pueblo. När han eskorterade några missionärer på väg till hopiindianerna lyckades han rädda deras liv. När invånarna i Santa Clara Pueblon ville förhandla om att åter ställa sig under den spanska kronans beskydd, var det José som, mot allas inrådan, begav sig upp i pueblon där han förmådde ledarna att följa med till Santa Fe. Han var även fredsförhandlare med andra upproriska puebloindianer. Han förmådde Pueblo de Taos att ta emot katolska missionärer och bygga en kyrka.

## Militär ledare
José Naranjo var chef för de indianspejare vilka deltog i fälttåget mot apacherna 1704, då Don Diego de Vargas dog. Hans språkkunskaper gjorde att han kunde fungera som förhandlare och tolk vid möten med apacherna. 1707 deltog han i Juan de Ulibarris expedition till El Cuartelejo och ett vattenhål i nuvarande Colorado namngavs efter honom. Vid flera andra tillfällen ledde han puebloindianska hjälptrupper i kampanjer mot navahoerna och 1719 försökte han förmå guvernören att skicka en expedition mot uteindianerna. Under någon av sina många fälttåg lämnade han sitt namn på berget El Morro. Som tack för alla de tjänster José Naranjo gjort den spanska kronan utnämndes han av vicekungen av Nya Spanien till capitán mayor de guerra över alla puebloindianska hjälptrupper.

## Villasur-expeditionen
José Naranjo deltog i Villasur-expeditionen 1720 som spejare, tolk och vägvisare samt som chef för de indianska hjälptrupperna José hade uppenbarligen redan flera gånger besökt Plattefloden, expeditionens mål. Syftet med expeditionen var att ta kontakt med pawneeindianerna och undersöka om det fanns någon sanning i ryktena om att fransmännen höll på att tränga fram över prärien. Men en gryning straх efter de fått kontakt med pawnees anfölls överraskande expeditionen och 46 av dess medlemmar dödades, bland dem José Naranjo.